# Radoslav Židek
Radoslav Židek (* 15. Oktober 1981 in Žilina) ist ein ehemaliger slowakischer Snowboarder. Bei den Olympischen Winterspielen 2006 gewann er im Snowboardcross die Silbermedaille. Er ist der erste Sportler der Slowakei seit der Unabhängigkeit des Landes (1993), der bei Olympischen Winterspielen eine Medaille erringen konnte. Er nahm von 2004 bis 2010 an 63 Weltcuprennen teil. Dabei war ein vierter Rang im März 2008 im Snowboardcross von Valmalenco seine beste Platzierung. Sein bestes Ergebnis bei den Snowboard-Weltmeisterschaften 2005 war der 11. Rang im Snowboardcross. Bei den Snowboard-Weltmeisterschaften 2007 in Arosa belegte er den 17. Platz im Snowboardcross.